# Košarkaški Klub Zadar
El Košarkaški Klub Zadar és un club croat de basquetbol de la ciutat de Zadar.

## Història
El club nasqué l'any 1945, tot i que l'origen del basquetbol a la ciutat data del 1924. És un dels clubs amb un millor palmarès del país. Va guanyar la lliga iugoslava en sis ocasions. També ha guanyat la lliga croata i la lliga adriàtica. Disputa els seus partits al pavelló Krešimir Ćosić, amb capacitat per uns 8000 espectadors. El club disputa la lliga croata de bàsquet i la lliga Adriàtica de bàsquet.

## Títols
- Lliga Adriàtica
  - Campions (1): 2002–03
- Lliga croata
  - Campions (2): 2004–05, 2007–08
  - Finalistes (11): 1991–92, 1997–98, 1998–99, 1999–00, 2001–02, 2003–04, 2005–06, 2006–07, 2008–09, 2009–10, 2012–13
- Copa croata
  - Campions (7): 1997–98, 1999–00, 2002–03, 2004–05, 2005–06, 2006–07, 2019–20
  - Finalistes (7): 1992–93, 2000–01, 2001–02, 2003–04, 2010–11, 2014–15, 2015–16
- Lliga iugoslava
  - Campions (6): 1965, 1967, 1967–68, 1973–74, 1974–75, 1985–86
- Copa iugoslava
  - Campions (1): 1969–70
  - Finalistes (1): 1978–79

## Jugadors històrics
| - Tulio Roklicer - Krešimir Ćosić (membre del BHF) - Josip Đerđa - Stojko Vranković - Emilio Kovačić - Stipe Šarlija - Arijan Komazec - Branko Skroče - Tomislav Knežević - Veljko Petranović | - Petar Popović - Marko Popović - Damir Tvrdić - Hrvoje Perinčić - Dino Rađa (membre del BHF) - Marko Banić - Mladen Erjavec - Hrvoje Perić - Goran Kalamiza - Dejan Bodiroga | - Vladimir Boisa - Todor Gečevski - Jurica Ružić - Tomislav Ružić - Davor Marcelić - Josip Vranković - Davor Pejčinović - Jakov Vladović - Rok Stipčević |